# متحف إقليم بوميرانيا

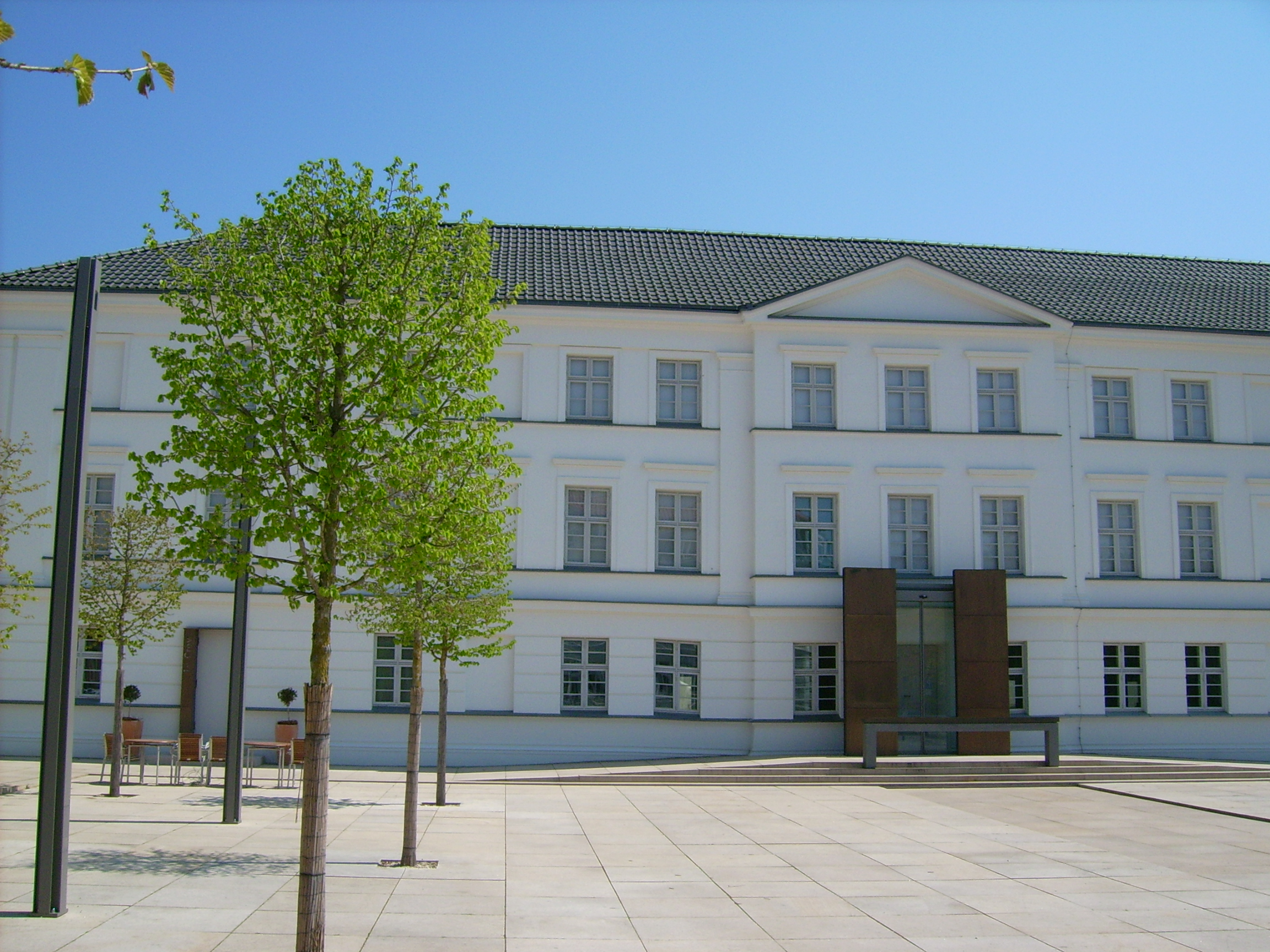
المدخل الرئيسي (الجانب الغربي)

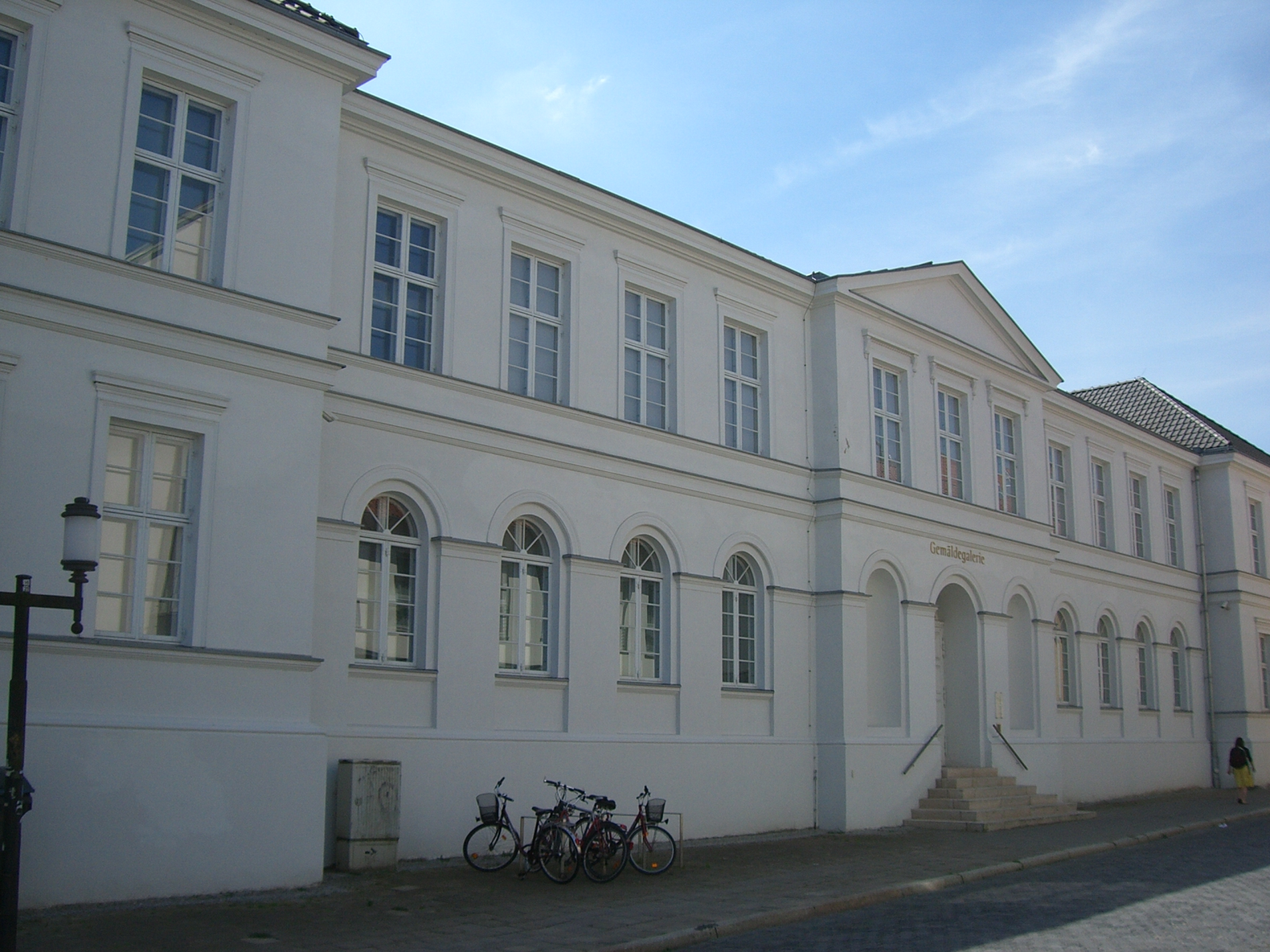
المدخل الثانوي (الشمالي)

متحف ولاية بوميرانيان (بالألمانية: Pommersches Landesmuseum)‏ هو متحف فنّي يقعُ في غرايفسفالد، بوميرانيا الغربية. هو بالضبط متحف عام مخصص في المقام الأول لتاريخ وفنون بوميرانيا. تُظهر أكبر المعارض الاكتشافات الأثرية والمصنوعات اليدوية من منطقة بوميرانيا واللوحات، مثل كاسبر ديفيد فريدريك، أحد سكان جريفسوالد المحلي، مثل روينز أوف إلدانا آباي. تم إنشاء المتحف في السنوات من 1998 إلى 2005 في موقع دير فرنسيسكانية التاريخي. بالقرب من بينز على جزيرة روغن القريبة، هناك قمر صناعي للمتحف قيد الإنشاء في جادكلوس جرانيتز، نزل صيد سابق لأمراء ريجان. سيتم تخصيص هذا الفرع للتاريخ ريجان.
من أوائل المتاحف في القرن العشرين في ستيتين، التي كانت آنذاك عاصمة مقاطعة بوميرانيا، كان "Provinzialmuseum pommerscher Altertümer"، والذي أطلق عليه أيضًا اسم "Pommersches Landesmuseum" (بالعربيّة: متحف ولاية بوميرانيا) منذ عام 1934.

## المؤلفات
- ستيفان فاسبيندر: متحف فوم كلوستر زوم - 750 ياهري جيشيشت زويشين مولينشتراسه وشتادماور في غرايفسفالد. في: Klöster und monastische Kultur in Hansestädten. كولوكيوم سترالسوند 2001. Stralsunder Beiträge zur Archäologie، Geschichte، Kunst und Volkskunde in Vorpommern، Band 4. رهدن 2003، س. 157–164.[7]
- ستيفان فاسبيندر، متحف داس بوميرش لانديز. Von der Idee bis zur Eröffnung. في جرايفسفالدر بيتراج. فرقة 2، 2005، ص. 47-50.
- فرانك شميتز، أرمين وينزل، Pommersches Landesmuseum Greifswald، 2007،(ردمك 978-3-86711-010-5)

## روابط خارجية
- الموقع الرسمي
- متحف ولاية بوميرانيا في موقع جوجل الثقافي
- Bundestransferstelle Städtebaulicher Denkmalschutz